# Ágotha Margit
Ágotha Margit (Tököl, 1938. február 20. – Szolnok, 2015. május 27.) Munkácsy-díjas magyar grafikus.

## Életpályája
A Magyar Képzőművészeti Főiskolán (1963-ig) tanult. Mesterei: Bernáth Aurél, Kádár György, Bánhidy Andor (reklámgrafika). Derkovits-ösztöndíjat kap (1966-1969). Vendégművészek a Szolnoki Művésztelepen az 1960-70-es években férjével, Rékassy Csabával. Az 1990-es években a Mezőtúri Alkotótelepen dolgozott. A Nemzetközi Könyvkiállítás IBA bronzdiplomása (Lipcse) 1965-ben. 1965, 1971, 1985-ben a Miskolci Grafikai Biennálé díjait hozta el sorra,  1978-ban Munkácsy-díjjal tüntették ki. Az 1960-as években indult grafikusnemzedék tagja. 1966-ban született Eszter leánya szintén grafikus.

## Művészete
Fa- és linómetszeteit szinte vonal nélkül, sajátos, textilszerű foltrendszerrel alakítja. Grafikáiban jellemző a fegyelem, szikárság, néhol archaizáló, mesélőkedv. Illusztrációi (Ady, Andersen, Babits, Balassi, Berzsenyi, Erasmus) nem maradnak el nagy grafikáitól. Nemcsak illusztrál, hanem újra is értelmez. Ilyenek pl. a Brecht-, Sartre-, Updike-művekhez készített metszetei. 
Textilművészettel is foglalkozik. Gobelinjei a népművészet hatására narratív, illusztratív jellegűek. Tértextileket, bábokat készített a 80-as években.
Főbb művei: Dürer emlékére (1970), Tájkép Berzsenyihez (1976), Ady és Dózsa emlékére (1977), A múzsa segítségül hívása (1978), Jónás (1973), Sirató angyal (1978).

## Kiállításai

### Egyéni kiállításai
- 1970 Dürer Terem, Budapest,
- 1970 Medgyessy Terem, Budapest Csikai Mártával, Hódmezővásárhely
- 1973 Művelődési Ház Rékassy Csabával, Tokaj
- 1974 Miskolci Galéria, Miskolc
- 1978 Művelődési Ház, Szeged
- 1979 Kulturális Kapcsolatok Intézete, Budapest, József Attila Könyvtár, Miskolc és Csók Galéria, Budapest Rékassy Csabával
- 1990 Várszínház Galéria, Budapest
- 2000 Miskolci Galéria (életmű-kiállítás), Miskolc
- 2008 TISZApART Mozi Galéria, Sulyok Gabriellával, Szolnok

### Válogatott csoportos kiállításai
- 1963-tól állandó résztvevője a Vásárhelyi Őszi tárlatoknak és a Miskolci Grafikai Biennáléknak
- 1966-1967 Fiatal Képzőművészek Stúdiója Egyesület, Budapest
- 1968 Mai magyar grafika, Magyar Nemzeti Galéria, Budapest
- 1968 I. Grafikai Biennálé, Firenze
- 1973 Fametszet Triennálé, Capri
- 1974 Vásárhelyi Tárlatok 1963-1973, Magyar Nemzeti Galéria, Budapest
- 1978 Rajzok, Miskolci Galéria, Miskolc
- 1978 Magyar grafika, Magyar Nemzeti Galéria, Budapest
- 1981 Hommage à Bartók, Vigadó, Budapest
- 1979 A hódmezővásárhelyi Őszi Tárlatok negyedszázados jubileuma alkalmából rendezett retrospektív kiállítás, Műcsarnok, Budapest
- 1979-1980 Kortárs magyar művészet, Milánó
- 1990, 1996 Mezőtúri Alkotótelep, Mezőtúr
- 2006 A Szolnoki Művészeti Egyesület ünnepi kiállítása, Szolnok
- 2009 A T-Art Alapítvány grafikai gyűjteményéből, Tatabánya

## Művei közgyűjteményekben
- Damjanich Múzeum, Szolnok
- Mezőtúri Alkotótábor gyűjteménye
- Magyar Nemzeti Galéria, Budapest
- Móra Ferenc Múzeum, Szeged
- Tornyai János Múzeum, Hódmezővásárhely